# Bogolubovia
Bogolubovia es un género de pterosaurio del Cretácico Superior (principios del Campaniense) formación Rybushka de Petrovsk, Sarátov, en Rusia. Fue nombrado por Nikolai Nikolaevich Bogolubov, el paleontólogo que descubrió los restos en 1914. Fue asignado en 1991 a la familia Azhdarchidae. Wellnhofer (1991) sin embargo, lo retuvo como un Pteranodontidae. Bogolubov había inicialmente asignado el espécimen, consistente en una única vértebra parcial cervical, como una nueva especie de Ornithostoma, O. orientalis. Fue más tarde reclasificado como una especie de Pteranodon, antes de ser asignado a su propio género por Lev Nesov y Alexander Yarkov en 1989. El holotipo probablemente se ha perdido, pero otros restos parciales se han referido al género.
Muchos paleontólogos modernos consideran que es un miembro probable de la familia Azhdarchidae. Pudo haber sido un miembro de tamaño medio de la familia, con una envergadura alar estimada en 3-4 metros, basándose en el holotipo; un hallazgo posterior (un radio) indica una envergadura de 4.3 metros.